# Pseudoscaphirhynchus hermanni
Pseudoscaphirhynchus hermanni är en art av familjen störfiskar som finns i Amu-Darjafloden i Turkmenistan och Uzbekistan. Arten, som är den minsta bland störarna, är utrotningshotad.

## Utseende
En avlång fisk med kroppen täckt av benplåtar som är släta eller möjligen försedda med mycket korta taggar; 9 till 13 (vanligen 10 till 11) på ryggen, 31 till 39 (35) på sidorna och 6 till 9 (7) på buken. Ryggfenan har 27 till 35 mjukstrålar och analfenan 15 till 21. Nosen är lång och platt, med en liten mun på undersidan med 4 skäggtömmar nära framför; de yttre skäggtömmarna är 2 till 3 gånger så långa som de indre. Till skillnad från andra arter inom släktet Pseudoscaphirhynchus saknar stjärtfenan något trådformat bihang. Färgen är mörkbrun på ryggen, och ljusnar till vitt på buken. Arten är mycket liten, den minsta bland störarna; som mest blir den 27,5 cm lång, och kan som mest väga 50,5 g.

## Vanor
Arten har länge varit mycket sällsynt; i april 1996 observerades den för första gången på 15 år. Kunskapen om dess biologi är därför liten. Man vet emellertid att de vuxna fiskarna är bottendjur, och att födan främst består av mygglarver. Troligtvis kan den hybridisera med Pseudoscaphirhynchus kaufmanni. Arten lever helt i sötvatten.

## Utbredning
Pseudoscaphirhynchus hermanni finns ursprungligt i Amu-Darjafloden i Turkmenistan och Uzbekistan. Precis som för dess nära släkting P. kaufmanni har den följd av kanalbyggen också spritt sig till floderna Qasjqadarjas och Zeravsjans nedre lopp. Flodregleringar, som ändrat Amu-Darjas lopp så att den inte längre rinner ut i Aralsjön, har emellertid fått arten att dra sig tillbaka från denna flods nedre lopp så att den idag endast finns i den mellersta delen i Amu-Darja.

## Status
IUCN har klassificerat arten som akut hotad ("CR", underklassificering "A2c"), och beståndet har minskat kraftigt. Främsta orsakerna är de flodregleringar som nämnts ovan, tjuvfiske och vattenföroreningar.